# Chaserey
Chaserey ist eine französische Gemeinde mit 46 Einwohnern (Stand: 1. Januar 2022) im  Département Aube in der Region Grand Est (vor 2016 Champagne-Ardenne). Sie gehört zum Arrondissement Troyes und zum Kanton Les Riceys. 

## Geographie
Chaserey liegt etwa 44 Kilometer südlich von Troyes. Umgeben wird Chaserey von den Nachbargemeinden Chesley im Norden und Nordosten, Étourvy im Osten, Mélisey im Süden sowie Coussegrey im Westen und Nordwesten.

## Bevölkerungsentwicklung
| Jahr                       | 1962 | 1968 | 1975 | 1982 | 1990 | 1999 | 2006 | 2011 | 2019 |
| Einwohner                  | 102  | 68   | 65   | 62   | 57   | 48   | 48   | 53   | 53   |
| Quellen: Cassini und INSEE |      |      |      |      |      |      |      |      |      |

## Sehenswürdigkeiten
- Kirche Saint-Edme